# 流江河
流江河（又名仪陇河、林岗溪），是中国长江流域的一条河流，汇入渠江，属于嘉陵江水系。河长224千米，流域面积3180平方千米，多年平均流量25立方米每秒。自然落差161米。水能理论蕴藏量1万千瓦。